# Élixir sulfanilamide

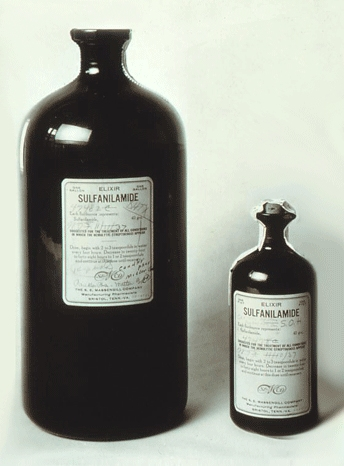
Bouteille de l'élixir

L'Elixir sulfanilamide était un antibiotique sulfamidé mal préparé qui a causé un empoisonnement de masse aux États-Unis en 1937. Il a causé la mort de plus de cent personnes. Le tollé général causé par cet incident et d’autres catastrophes similaires a conduit à l’adoption de la loi fédérale de 1938 sur les aliments, les médicaments et les cosmétiques, qui a considérablement augmenté les pouvoirs de la Food and Drug Administration pour réglementer les médicaments. 

## Historique des évènements
Mis à part le Pure Food and Drug Act de 1906 et le Harrison Act de 1914 interdisant la vente de certains stupéfiants, il n’y avait pas de contrôle réglementaire fédéral aux États-Unis pour les médicaments jusqu’à ce que le Congrès promulgue le Food, Drug, and Cosmetic Act de 1938 en réponse aux empoisonnements à l’élixir sulfanilamide.
En 1937, S. E. Massengill Company, un fabricant pharmaceutique, a créé une préparation orale de sulfanilamide en utilisant du diéthylène glycol (DEG) comme solvant/excipient, et a appelé la préparation « Elixir Sulfanilamide ». La DEG est toxique pour les humains et les autres mammifères, ce qu'ignorait Harold Watkins, pharmacien en chef et chimiste de l’entreprise. Le premier cas de décès dû à l’éthylène glycol apparenté s'était produit en 1930 et des études avaient été publiées dans des revues médicales indiquant que la DEG pouvait causer des lésions ou une insuffisance rénales, mais sa toxicité n’était pas largement connue avant l’incident.  Watkins a simplement mélangé l’arôme de framboise dans le médicament en poudre, puis a dissous le mélange dans DEG. Les tests sur les animaux n’étaient alors pas requis par la loi, et l'entreprise n’en a effectué aucun. Il n’y avait pas de règlement à l’époque exigeant des tests de sécurité préalables à la mise en marché des médicaments.
La société a commencé à vendre et à distribuer le médicament en septembre 1937. Le 11 octobre, l'Association médicale américaine a reçu un rapport de plusieurs décès causés par le médicament. La Food and Drug Administration en a été informée et une recherche approfondie a été menée pour récupérer le médicament distribué. Un projet de recherche a permis de vérifier que le solvant DEG était bien responsable des effets indésirables mortels. Au moins 100 décès ont été imputés au médicament.
Watkins, le chimiste, s’est suicidé en attendant son procès.
Le Congrès a répondu à l’indignation du public en adoptant la loi de 1938 sur les aliments, les médicaments et les cosmétiques, qui obligeait les entreprises à effectuer des tests de sécurité animale sur leurs nouveaux médicaments proposés et à soumettre les données à la FDA avant d’être autorisées à commercialiser leurs produits. La Massengill Company a payé une amende minimale en vertu des dispositions de la Pure Food and Drugs Act de 1906, qui interdisait d’étiqueter la préparation comme un « élixir » si elle contenait de l'éthanol.

## Source
- (en) Cet article est partiellement ou en totalité issu de l’article de Wikipédia en anglais intitulé « Elixir sulfanilamide » (voir la liste des auteurs).